# 84 (số)
84 (tám mươi bốn) là một số tự nhiên ngay sau 83 và ngay trước 85.